# ضريح الشيخ بابي يعقوب
ضريح الشيخ بابي يعقوب (بالأذربيجاني: Şeyx Babı türbəsi) هو ضريح في قرية بابي في منطقة فضولي في منطقة كاراباخ المتنازع عليها والمعترف بها دوليًا كجزء من أذربيجان. تم بناء الضريح عام 1272. تعرض لأضرار جسيمة من قبل القوات المسلحة الأرمينية في 29 سبتمبر 2020 ، خلال الاشتباكات مع أذربيجان. يُعد هذا الضريح من أهم الأضرحة نظراً لمكانته التاريخية وأيضاً قيمته التي تعود لصاحبه الشيخ بابي يعقوب وأيضاً لعمارته المُميزة.

## التحقيقات
- في صيف عام 2011 ، بدأت الحفريات الأثرية للضريح بأمر من وزارة الثقافة والسياحة الأذربيجانية. أبلغ خاقاني الممادوف - قائد الحملة الاستكشافية أنه تم العثور أيضًا على أطلال الشيخ بابي خانيجة بالقرب من الضريح، والتي كانت تستخدم في البداية كقوافل وبعد ذلك تم استخدامها كمسجد. وفقًا لكلماته، تم العثور على 6 قبور حجرية، من المفترض أنها تخص المحاربين. في أحد القبور كان هيكل عظمي مقطوع الرأس، في الآخر هيكل عظمي ورؤوس سهام. ومن المخطط القيام بأعمال الترميم عند الانتهاء من هذه الحملة الحفرية الأستكشافية.[2]

## الضريح
لا تزال طرق الخناجة تحت الأرض، بالإضافة إلى إحدى المآذن، متضررة بشدة. سمك جدران المسجد المبني بجانب المآذن مذهل.ووجود خلايا مختلفة في الخناجة يثبت أن الضريح كان يستخدم أيضًا كحصن في القتال ضد الأعداء الأجانب. وتُظهر غرف الزنزانة المغطاة بالحجارة الملونة أن الأشخاص الذين عاشوا هنا في الماضي كانوا يتمتعون بمستوى عالٍ من الحرفية. كان شيخًا صوفيًا مؤثرًا للغاية في كاراباخ، وكان هذا القبر المثمن أحد المعالم الأثرية التي دمرت خلال الحروب الإقطاعية والحرب الإيرانية الروسية في العصور الوسطى. الآن فقط قبر ومئذنة متبقية من هذا النصب المعماري الفريد. قبر بابي مبني من الحجر الأبيض. الجزء العلوي مغطى بقبة وصول مثمنة الأضلاع. "تأثر بناء القبر بالمدرسة العجمية للهندسة المعمارية. ووفقًا لبعض التقارير، تم تشييد النصب التذكاري تكريماً للعالم اللاهوتي والشاعر والفيلسوف وأمير الحرب الأذربيجاني البارز الشيخ بابي يعقوب. ولعل هذا هو سبب تسميته أحيانًا بـ مقبرة الشخبابة .
شارك العديد من العلماء الروس في دراسة هذا النصب المعماري التاريخي في القرنين التاسع عشر والعشرين. أوضح الباحث الشهير في العصور الوسطى أ. بروزغولا والأكاديمي ت. روسكوفسكي في بحثهما أن قبر الشيخ بابي يعقوب يعود إلى القرن الثاني عشر. في وقت لاحق، أجرى الباحث الروسي البروفيسور ف. كراتشكوفسكايا أيضًا بحثًا عن القبر وأكد أنه يعود إلى القرن الثالث عشر. كما درس المستشرق م. خانيكوف في الثلاثينيات قبر بابي.

## العمارة
الضريح بني بشكل ثُماني الاضلع وعرض حوافه 3 أمتار. الضريح مغطى بقبة كروية ذات ثماني السطوح مصنوعة من ألواح حجرية رقيقة. مادة الحجر المسودة (الحجر الجيري).

## معرض الصور

قبر الشيخ بابي يعقوب
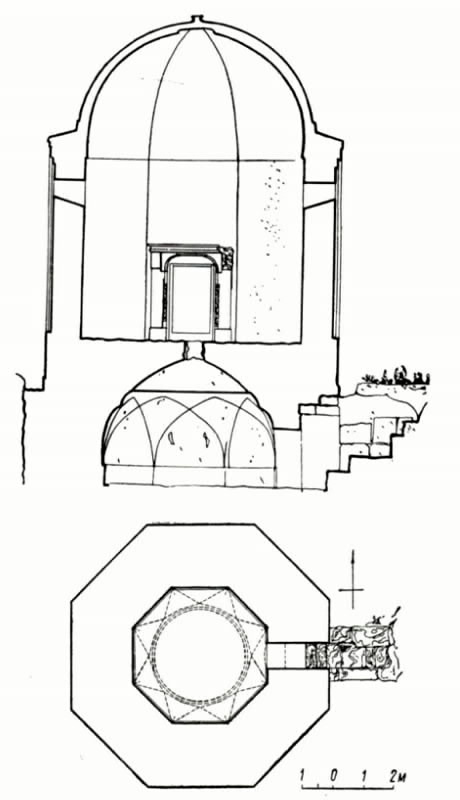
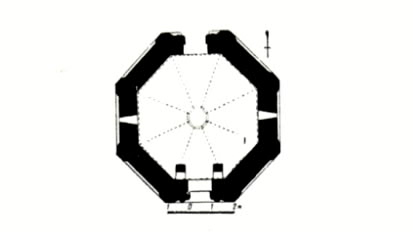